# Pseudoanthidium ivanovi
Pseudoanthidium ivanovi is een vliesvleugelig insect uit de familie Megachilidae. De wetenschappelijke naam van de soort is voor het eerst geldig gepubliceerd in 1954 door George A. Mavromoustakis.